# Постматериализм
Постматериали́зм (англ. Post-materialism) — термин, который предложил Рональд Инглхарт (англ. Ronald Inglehart) для обозначения особенностей развития современного общества. В работе «Мирная революция» (1977 год) Инглхарт обосновывает результатами опросов общественного мнения утверждение, что молодых и обеспеченных людей в западных демократиях всё меньше беспокоят сугубо материальные проблемы доходов и безопасности, а больше интересуют проблемы гражданских свобод и экологии. Инглхарт обращает внимание не на философскую сторону материализма (гносеологию), а на особенности отношения к материальному миру в христианской и мусульманской культурах. Для него материализм выражается в потере моральных и духовных ценностей ради денежной (материальной) наживы. Инглхарт опирается на Евангелие и Коран, а не на диалектический материализм Карла Маркса или работы других материалистических авторов. Также в последующих его работах (например, в «Модернизации и постмодернизации» (1997 год)), анализ проводится на основе социологии. Его работа «Святое и светское» (2004 год) вновь обосновывает доводы против материалистического потребления в свете современных религиозных установок.
Понятие постматериализма часто связывают с современным состоянием трёх понятий материализма:
1. Исторический и диалектический материализм (Карл Маркс и Фридрих Энгельс).
2. Религиозное противопоставление потребительскому и секулярному материализму, являющегося типичным следствием развития потребительских настроений в обществе (социологический материализм).
3. Философская проблема о признании материей существующей объективной реальности, а также о первичности идеального и материального.

Слово постматериализм чаще всего является составной частью терминов (социологический постматериализм, онтологический постматериализм, экзистенциальный постматериализм, этический постматериализм), а к философскому и марксистскому материализму не относится.

## Социологический постматериализм
Социологический постматериализм — наиболее известное применение термина постматериализм, хотя и имеет неоднозначные интерпретации (нужно учитывать, что «материализм» и «постматериализм» Инглхарта относится к области оценки общественных целей и ценностей, а не к области причин существования и развития общества, как у Маркса). Социологическим постматериализмом принято называть тенденцию в культуре, которая, по мнению Рональда Инглхарта, является следствием всеобщего процветания и экономической стабильности. В работе «Мирная революция» (англ. The Silent Revolution, 1977 год) Инглхарт предложил объективно оценить происходящие в современных обществах изменения системы ценностей с помощью разработанной им шкалы. В отчёте о своём исследовании «Всемирный обзор ценностей» (англ. World Values Survey, начато в 1981 году и продолжается) Инглхарт приводит многочисленные доказательства того, что в настоящее время наблюдается тяготение к самоутверждению и участию личности в общественной жизни, что он и называет социологическим «постматериализмом». Он противопоставляет его предыдущим стадиям развития общества, на которых гораздо большее внимание уделялось вопросам экономического роста и обеспечению прав граждан, что он называет социологическим «материализмом». Инглхарт делает вывод что «постматериализм» возник как более высокая ступень развития «материалистического» общества ввиду неполноценности последнего.

### Основные тезисы «постматериализма» Инглхарта
- Для постматериализма характерна также малая вовлечённость в добровольное служение обществу.
- Солидарность не зависит ни от постматериализма, ни от социальной позиции.
- Важность семьи растёт с постматериализмом.
- Постматериализм и высокое положение в обществе положительно влияют на интерес к политике.
- Постматериализм связан с дискриминацией посредством «степенью беспокойства общества» и регрессом.
- Существует отрицательная корреляция между постматериализмом и безработицей.